# 圣梅达尔 (滨海夏朗德省)
圣梅达尔（法語：Saint-Médard，法語發音：[sɛ̃ medaʁ]）是法国滨海夏朗德省的一个市镇，位于该省东南部，属于容扎克区。

## 地理
圣梅达尔（45°23'54"N, 0°21'18"W）面积3.81 平方千米，位于法国新阿基坦大区滨海夏朗德省，该省份为法国西部滨海省份，北起旺代省，西临大西洋，南至吉倫特省，东南接多爾多涅省，东北接德塞夫勒省接壤，东临夏朗德省。
与圣梅达尔接壤的市镇（或旧市镇、城区）包括：尚帕尼亚克、方丹多济亚克、莱奥维尔、莫尔捷、奥济亚克、圣日耳曼-德维布拉克。

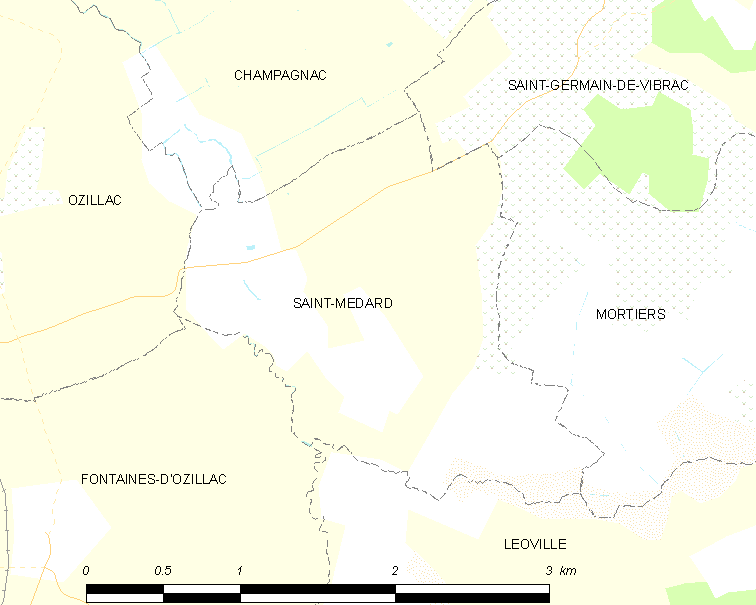
的OSM定位图

圣梅达尔的时区为UTC+01:00、UTC+02:00（夏令时）。

## 行政
圣梅达尔的邮政编码为17500，INSEE市镇编码为17372。

## 政治
圣梅达尔所属的省级选区为容扎克县。

## 人口

1962-2008年间人口变化图示

圣梅达尔于2022年1月1日时的人口数量为90人。